# Liste der Bodendenkmale im Landkreis Osnabrück

Landkreis Osnabrück

In der Liste der Bodendenkmale im Landkreis Osnabrück sind die Bodendenkmale im Landkreis Osnabrück aufgeführt. Die Quelle ist der Denkmalatlas Niedersachsen. Die Angaben in den einzelnen Listen ersetzen nicht die rechtsverbindliche Auskunft der zuständigen Denkmalschutzbehörde.
| Bild | Gemeinde                           | Bodendenkmalliste                                             | Wappen | Lage | Ortsteile |
| ---- | ---------------------------------- | ------------------------------------------------------------- | ------ | ---- | --- |
|      | Alfhausen                          | siehe Ortsteile                                               |        |      | - Alfhausen - Heeke - Thiene - Wallen |
|      | Ankum                              | siehe Ortsteile                                               |        |      | - Ahausen-Ankum - Ankum - Aslage - Brickwedde - Druchhorn - Holsten - Loxter Ort - Nortrup-Ankum - Rüssel - Tütingen - Westerholte |
|      | Badbergen                          | siehe Ortsteile                                               |        |      | - Badbergen, Grönloh, Groß Mimmelage - Grothe - Langen, Lechterke, Vehs - Wehdel - Wohld, Wulften |
|      | Bad Essen                          | siehe Ortsteile                                               |        |      | - Bad Essen, Barkhausen, Brockhausen - Büscherheide, Dahlinghausen - Eielstädt - Harpenfeld - Heithöfen, Hördinghausen - Hüsede - Linne - Lintorf - Lockhausen - Rabber - Wehrendorf - Wimmer - Wittlage                                          |
|      | Bad Iburg                          | siehe Ortsteile                                               |        |      | - Glane-Visbeck - Iburg - Ostenfelde |
|      | Bad Laer                           | Liste der Bodendenkmale in Bad Laer                           |        |      | |
|      | Bad Rothenfelde                    | Liste der Bodendenkmale in Bad Rothenfelde                    |        |      | |
|      | Belm                               | siehe Ortsteile                                               |        |      | - Belm - Haltern - Icker - Powe - Vehrte |
|      | Berge (Niedersachsen)              | siehe Ortsteile                                               |        |      | - Anten - Berge - Börstel - Dalvers - Grafeld - Hekese |
|      | Bersenbrück                        | siehe Ortsteile                                               |        |      | - Ahausen - Bersenbrück - Bokel, Hastrup, Hertmann-Lohbeck - Priggenhagen - Talge - Woltrup-Wehbergen |
|      | Bippen                             | siehe Ortsteile                                               |        |      | - Bippen - Dalum - Haneberg-Brockhausen - Hartlage - Klein Bokern - Lonnerbecke - Ohrte - Ohrtermersch - Restrup - Vechtel |
|      | Bissendorf                         | siehe Ortsteile                                               |        |      | - Bissendorf - Ellerbeck - Grambergen - Himbergen - Holte-Sünsbeck - Jeggen - Krevinghausen - Linne, Natbergen - Nemden - Schelenburg - Stockum-Gut - Uphausen-Eistrup, Waldmark - Wersche, Wissingen - Wulften                                   |
|      | Bohmte                             | siehe Ortsteile                                               |        |      | - Bohmte - Herringhausen - Meyerhöfen - Welplage |
|      | Bramsche                           | siehe Ortsteile                                               |        |      | - Achmer - Balkum - Bramsche - Engter - Epe - Evinghausen - Hesepe - Kalkriese - Lappenstuhl - Pente - Schleptrup - Sögeln - Ueffeln |
|      | Dissen am Teutoburger Wald         | Liste der Bodendenkmale in Dissen am Teutoburger Wald         |        |      | |
|      | Eggermühlen                        | siehe Ortsteile                                               |        |      | - Basum - Besten - Bockraden - Döthen |
|      | Fürstenau                          | siehe Ortsteile                                               |        |      | - Fürstenau - Hollenstede - Kellinghausen - Lütkeberge - Schwagstorf - Settrup |
|      | Gehrde                             | Keine Bodendenkmale ausgewiesen                               |        |      | |
|      | Georgsmarienhütte                  | Liste der Bodendenkmale in Georgsmarienhütte                  |        |      | |
|      | Glandorf                           | siehe Ortsteile                                               |        |      | - Averfehrden - Glandorf |
|      | Hagen am Teutoburger Wald          | siehe Ortsteile                                               |        |      | - Gellenbeck - Altenhagen - Hagen - Natrup-Hagen |
|      | Hasbergen                          | Liste der Bodendenkmale in Hasbergen                          |        |      | |
|      | Hilter am Teutoburger Wald         | siehe Ortsteile                                               |        |      | - Ebbendorf - Eppendorf - Hankenberge |
|      | Kettenkamp                         | Liste der Bodendenkmale in Kettenkamp                         |        |      | |
|      | Melle                              |                                                               |        |      | - Altenmelle - Bakum - Buer - Eicken-Bruche - Gesmold - Handarpe-Melle - Hustädte - Kerssenbrock - Krukum - Laer - Markendorf - Meesdorf - Melle - Neuenkirchen - Oldendorf - Peingdorf - Schiplage - Uedinghausen-Warringhof - Wellingholzhausen |
|      | Menslage                           | siehe Ortsteile                                               |        |      | - Andorf - Borg - Bottorf - Hahlen - Hahnenmoor - Herbergen - Herbergen, Klein Mimmelage, Menslage - Renslage, Schandorf - Wasserhausen, Wierup                                                                                                   |
|      | Merzen                             | siehe Ortsteile                                               |        |      | - Döllinghausen - Engelern - Lechtrup-Merzen - Ost- und Westeroden - Plaggenschale - Südmerzen |
|      | Neuenkirchen (Landkreis Osnabrück) | Liste der Bodendenkmale in Neuenkirchen (Landkreis Osnabrück) |        |      | |
|      | Nortrup                            | Liste der Bodendenkmale in Nortrup                            |        |      | |
|      | Ostercappeln                       | siehe Ortsteile                                               |        |      | - Haaren - Hitz-Jöstinghausen - Nordhausen - Ostercappeln - Schwagstorf - Venne |
|      | Quakenbrück                        | Liste der Bodendenkmale in Quakenbrück                        |        |      | |
|      | Rieste                             | siehe Ortsteile                                               |        |      | - Bieste - Rieste |
|      | Voltlage                           | Keine Bodendenkmale ausgewiesen                               |        |      | |
|      | Wallenhorst                        | siehe Ortsteile                                               |        |      | - Hollage - Lechtingen - Rulle - Wallenhorst |

Ortsteile in schwarzer Schrift weisen keine Bodendenkmale aus.